# Moncel-sur-Seille
Moncel-sur-Seille ist eine französische Gemeinde mit 533 Einwohnern (Stand: 1. Januar 2022) im Département Meurthe-et-Moselle in der Region Grand Est (vor 2016: Lothringen). Sie gehört zum Arrondissement Nancy und zum Kanton Grand Couronné. Die Einwohner werden Moncellois genannt.

## Geografie
Moncel-sur-Seille liegt etwa 18 Kilometer ostnordöstlich von Nancy an der Seille und wird umgeben von den Nachbargemeinden Pettoncourt im Nordwesten und Norden, Chambrey im Nordosten und Osten, Bezange-la-Grande im Südosten, Sornéville im Süden, Mazerulles im Südwesten und Westen sowie Brin-sur-Seille im Westen.
Der Bahnhof der Gemeinde lag an der Bahnstrecke Champigneulles–Château-Salins. Bis 1918 war er der französische Grenzbahnhof nach Deutschland. Gegenübeliegendes Pendant auf deutscher Seite war der Bahnhof Chambrey. Die Strecke ist schon seit mehreren Jahrzehnten stillgelegt.

## Bevölkerungsentwicklung
| Jahr                       | 1962 | 1968 | 1975 | 1982 | 1990 | 1999 | 2006 | 2019 |
| Einwohner                  | 333  | 324  | 311  | 434  | 485  | 474  | 502  | 514  |
| Quellen: Cassini und INSEE |      |      |      |      |      |      |      |      |

## Sehenswürdigkeiten
- Kirche Saint-Pierre, 1918 wieder errichtet
- Kapelle Saint-Nicolas-et-Saint-Pierre

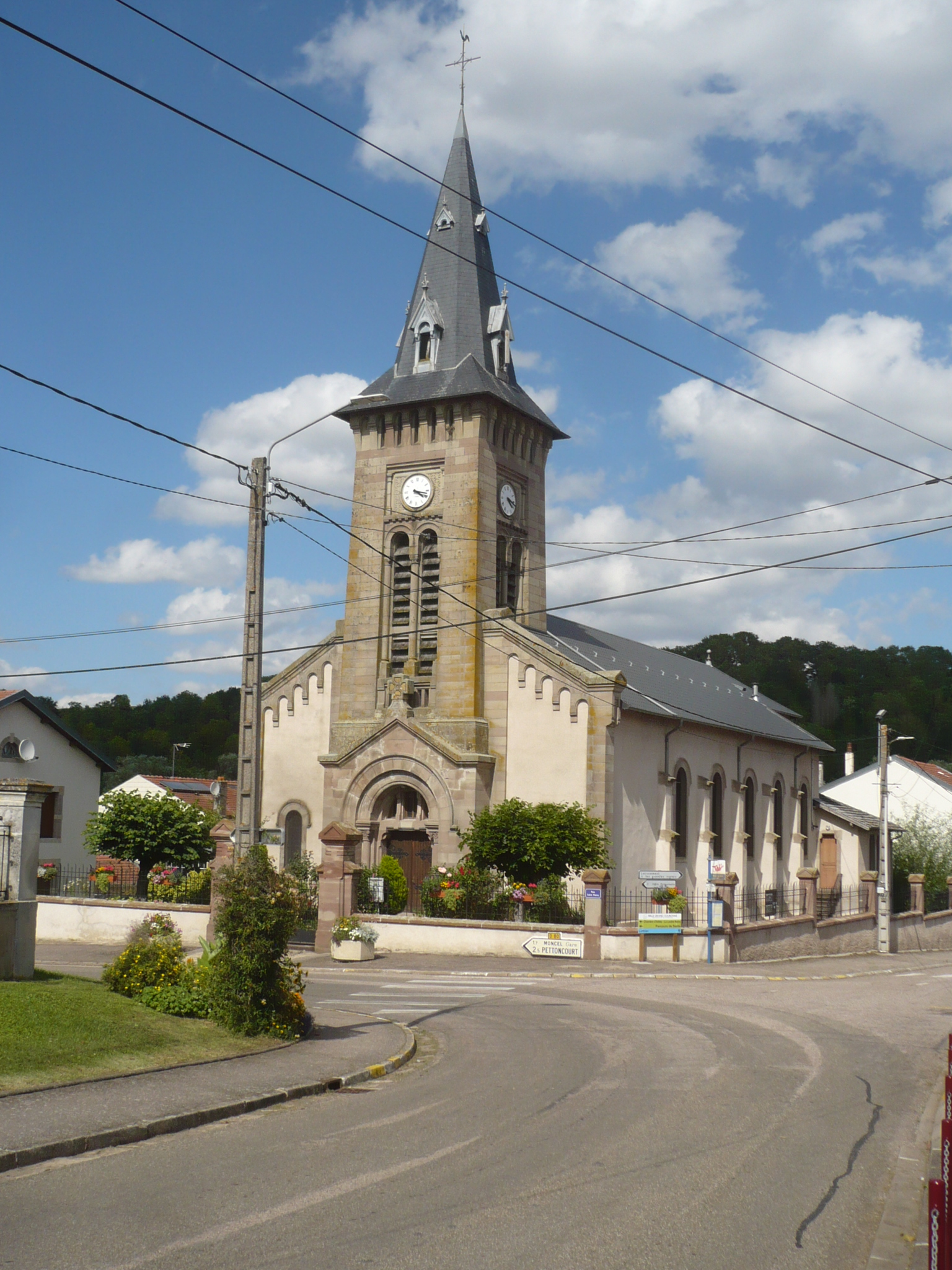
Kirche Saint-Pierre
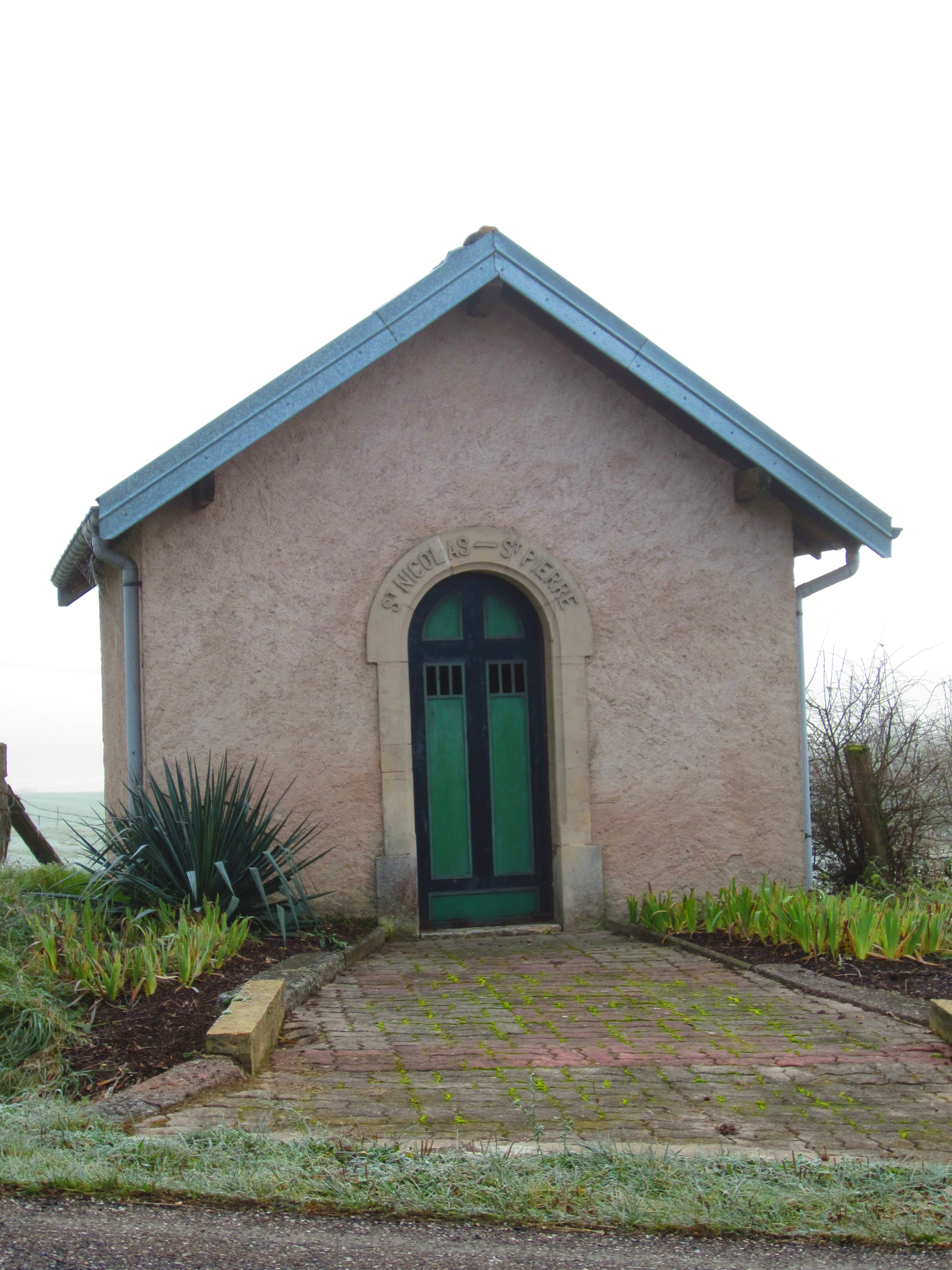
Kapelle Saint-Nicolas-et-Saint-Pierre